# Christian von Zweybrücken

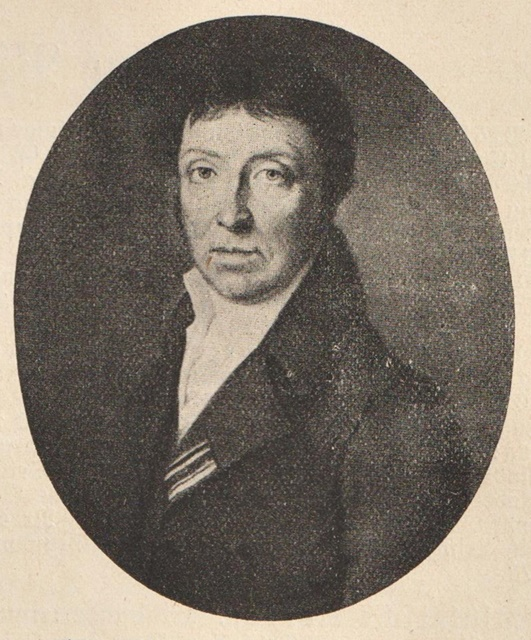
Christian Freiherr von Zweybrücken

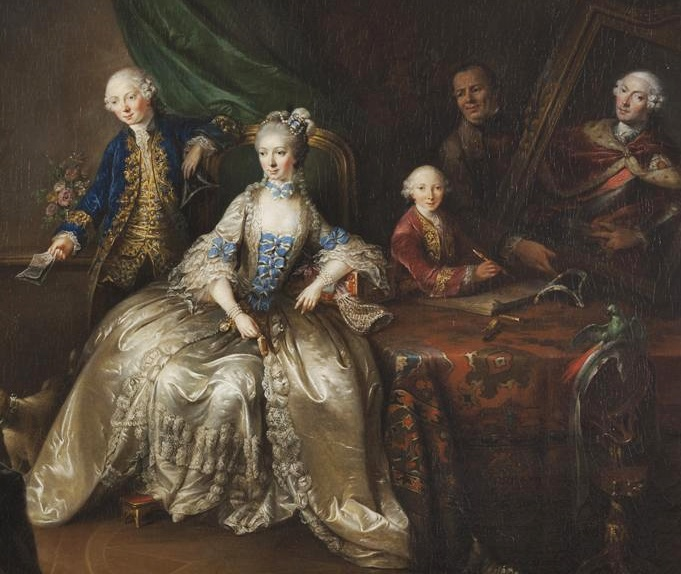
Maria Anna Gräfin von Forbach (1734–1807) mit ihren beiden Söhnen Christian von Zweybrücken (links) und Wilhelm von Zweybrücken (rechts). Ganz rechts auf Bild im Rahmen, der Kindsvater, Herzog Christian IV. von Pfalz-Zweibrücken. Johann Christian von Mannlich, 1764

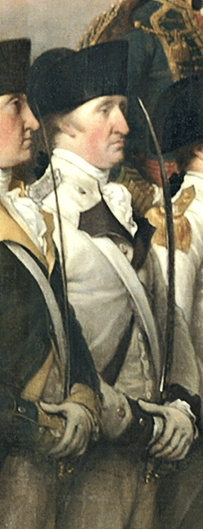
Christian von Zweybrücken (links). Ausschnitt aus dem Gemälde Surrender of Cornwallis at Yorktown von John Trumbull, im Capitol, Washington

Christian Freiherr von Zweybrücken (* 20. November 1752; † 25. Oktober 1817 in München), auch  Christian de Deux-Ponts, war zunächst ein französischer, dann preußischer und später bayerischer Offizier, zuletzt General der Infanterie.

## Leben
Zweybrücken war der Sohn des Herzogs Christian IV. (Pfalz-Zweibrücken) aus dessen morganatischer Ehe mit der zur Gräfin von Forbach erhobenen Maria Anna Camasse.
Er wurde anfangs Graf von Forbach genannt und trat am 20. April 1768 als Sous-lieutenant in das königlich französische Régiment de Royal Deux-Ponts ein. Er wurde dort am 16. April 1771 zum Capitaine, am 3. Juli 1772 bereits zum Colonel Lieutenant und am 6. März 1775 zum Colonel befördert. Er erhielt gemäß einer von Herzog Christian IV. am 30. März 1775 ausgestellten Urkunde den erblichen Zusatz „von Zweybrücken“. Mit Dekret von König Ludwig XVI. wurde ihm der Titel Marquis verliehen.
Im Jahr 1777 wurde Zweybrücken zum Maréchal de camp befördert, im Jahr darauf wurde er Kommandant des Regiments Royal Deux Ponts. Das Regiment wurde am 4. April 1780 nach Amerika eingeschifft. Im Hilfskorps des Generals Rochambeau kämpften 1781 Christian von Zweybrücken und sein Bruder Wilhelm von Zweybrücken (1754–1807), mit ihrem Regiment auf Seiten der USA, im Amerikanischen Unabhängigkeitskrieg; insbesondere in der Schlacht von Yorktown. Von dieser Schlacht gibt es im Kapitol zu Washington, D.C. das Großgemälde Surrender of Cornwallis at Yorktown von John Trumbull. Darauf ist Christian von Zweybrücken als erste Person am linken Bildrand in einer Gruppe französischer Offiziere abgebildet.   
Er wurde dann im Januar 1783 mit der Fregatte Le Brave von New York aus nach Frankreich zurückgeschickt. Das Schiff wurde aber auf der Rückfahrt von einem Schiff unter dem späteren Admiral Nelson aufgebracht.
1784 lag er in Landau in Garnison, 1786 wurde er Brigadier des armes du roi und am 10. März 1786 wurde er Marechal de camp und Colonel Propriétaire. Nach der französischen Revolution wurde das Regiment am 21. Juli 1791 aufgelöst. Er trat aus französischen Kriegsdiensten aus, verzichtete auf den Titel Marquis und erhielt aber am 31. Januar 1792 von Pfalzgraf Karl II. August den Titel „Freiherr von Zweybrücken“.
Zweybrücken trat am 1. Januar 1792 in preußische Dienste, wurde mit Patent als Generalmajor angestellt und nahm an den Feldzügen gegen Frankreich 1794–97 teil. Am 6. Juni 1796 erhielt er den Roten Adlerorden.
Am 20. Juni 1799 erhielt er die Erlaubnis, in kurfürstlich-bayerische Dienste treten zu dürfen. So wurde er am 24. Juli 1799 zum Generalleutnant à la suite der Infanterie ernannt. Am 10. September 1799 erhielt er den Auftrag, die Organisation und das Kommando des Landsturms zu übernehmen. Dafür wurde er am 30. Oktober 1799 zum wirklichen Generalleutnant befördert und am 14. Februar 1800 wurde er zum Provinzial-Kommandant.
Am 18. März 1800 übernahm Zweybrücken den Oberbefehl über das aus den Brigaden „Deroy“ und „Wrede“ zusammengestellte Subsidiencorps in Stärke von 12.000 Mann und kämpfte zunächst unter Feldzeugmeister Kray, dann unter Erzherzog Johann im Feldzug gegen Frankreich als englische Subsidientruppe. Er bewährte sich in den Schlachten bei Möskirch (5. Mai 1800) und Biberach (15. Mai 1800), wofür der britische König seine höchste Zufriedenheit ausdrückte.
Nach der Schlacht von Hohenlinden am 3. Dezember 1800 führte er die Reste seines Korps zunächst ins Salzburger Land, nach dem Waffenstillstand von Steyr (25. Dezember 1800) über Passau weiter nach Cham (Oberpfalz). Für seine Leistungen erhielt er am 24. März 1801 das Militär-Ehrenzeichen.
Mit Armeebefehl vom 1. März 1806 wurde er mit dem Großkreuz des Militär-Max-Joseph-Ordens ausgezeichnet.
Im Jahre 1808 wurde Zweybrücken zum Geheimen Rat ernannt. Am 8. Januar 1811 erhielt er seine Beförderung zum General der Infanterie. Er starb am 25. Oktober 1817 in München.

## Nachkommen
Er war mit Adelaide-Françoise de Béthune-Pologne (1761–1823) aus dem Haus Béthune verheiratet, die er 1783 in Versailles geehelicht hatte. Das Paar hatte folgende Kinder:
- Maria Amalia Charlotte Auguste (1784–1786)
- Maria Amalia Charlotte Franziska Auguste (1786–1832) ⚭ 1806 Karl Ernst von Gravenreuth (1771–1826)
- Kasimira Maria Louise Antoinette (1787–1846)

⚭ 1808 Karl Christian Gustav Friedrich, Graf von Sayn-Wittgenstein (1773–1812), gefallen als bayerischer Oberst in der Schlacht von Borodino, durch eine Kanonenkugel, welche ihm die Schulter wegriss. Der Zweibrücker Offizier Carl von Mannlich brachte ihn aus dem Kampfgetümmel und stand ihm im Sterben bei.
⚭ 1814 Antonius von Padua, Graf von Rechberg-Rothenlöwen (1776–1837)